# Simon K. Posch

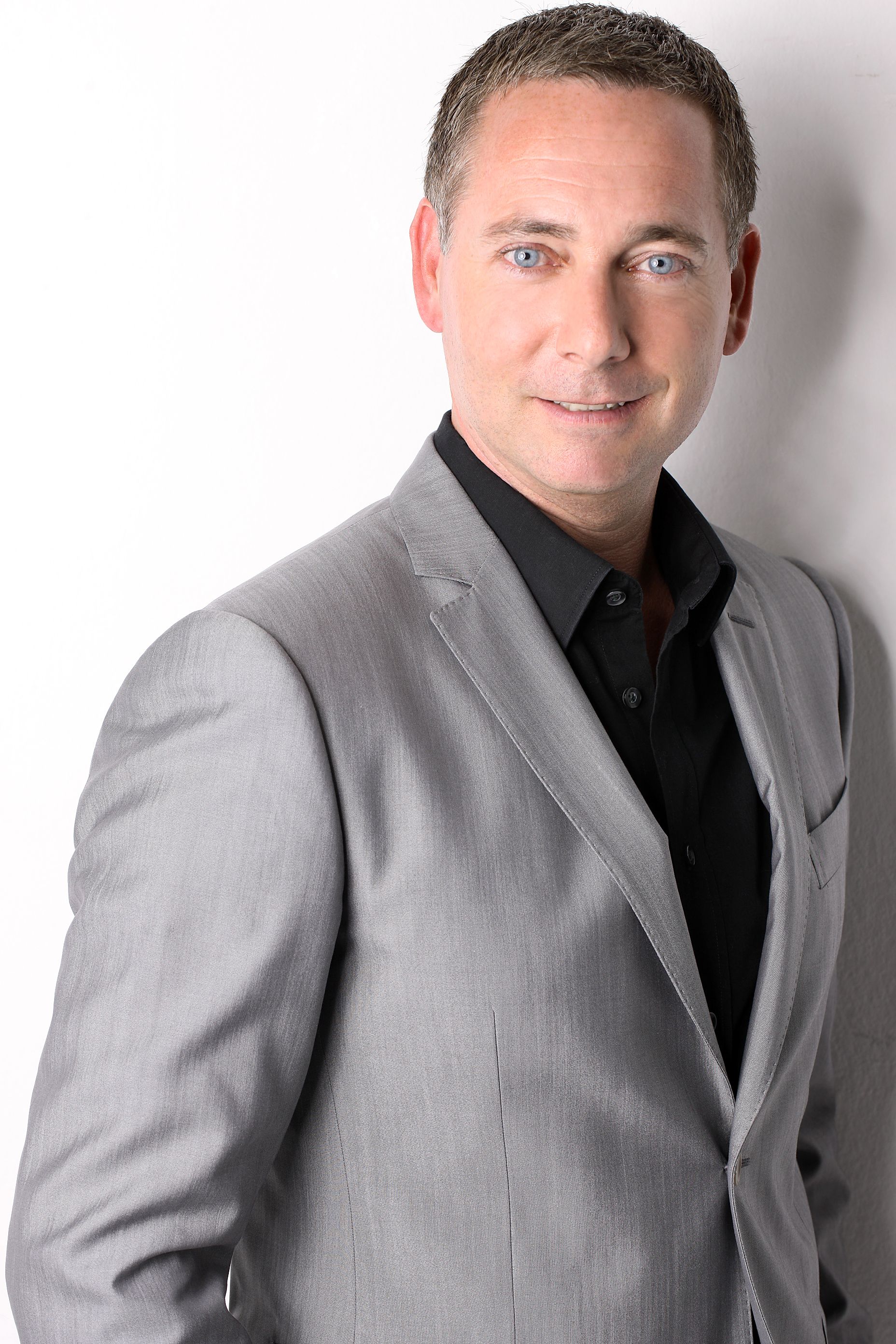
Simon K. Posch

Simon K. Posch (* 25. Oktober 1966) ist ein österreichischer Museumsdirektor, Kulturmanager und Autor. Er leitet seit 2003 das Wiener Klangmuseum Haus der Musik. Seit 2022 ist er kaufmännischer Direktor des Johann Strauß-Festjahrs 2025 in Wien.

## Werdegang
Posch absolvierte das Gymnasium und die Ausbildung zum Tourismusmanager in Villach. Nach seinem Abschluss 1986 arbeitete er in verschiedenen Branchen als Tourismusmanager in den USA, Deutschland und Österreich. 2003 übernahm er die Leitung des Museums Haus der Musik in Wien.

## Haus der Musik
Posch wurde im Januar 2003 neuer Leiter des Klangmuseums Haus der Musik in Wien. Nach einer Überarbeitung des Museumsmarketings 2005 wurde in den Folgejahren das Museumskonzept unter seiner Leitung ins Ausland lizensiert, wo Repliken des Museums entstanden. Posch ist Lizenzgeber für das 2015 in Puebla, Mexiko eröffnete Haus der Musik Wien Puebla, nachdem 2013 konkrete Planungen begonnen hatten. Das Museum in Mexiko ist der erste internationale Lizenzexport eines österreichischen Museums. In der Folge wurden die wirtschafltlichen und kulturellen Kooperationen zwischen Mexiko und Österreich intensiviert.
2023 startete die Planung für eine zweite Replik in China in Kooperation mit dem chinesischen Kulturveranstalter WU Promotion.  Am 27. November 2024 wurde das chinesische Haus der Musik in Yanguan eröffnet.

## Johann Strauß-Festjahr 2025
2022 übernahm Posch die kaufmännische Leitung für das Johann Strauß-Festjahr 2025 zu Ehren von Johann Strauss (Sohn) in Wien. Er verwaltet ein Budget von 22 Mio. Euro, die künstlerische Leitung übernahm Roland Geyer.

## Autor
In seiner Buchreihe „Die Leben des Carl Collas“ veröffentlichte Posch bislang die zwei Romane „Und es leuchteten die Sterne“ und „Juienne - Vorsicht heiß!“.